# 1636
Cette page concerne l'année 1636  du calendrier grégorien.
L'année 1636 est une année bissextile qui commence un mardi.

## Événements

### Asie
- 1er janvier : Antonio van Diemen est nommé gouverneur général de la Compagnie néerlandaise des Indes orientales (fin en 1645)[1].
- 22 juin : par décision du pouvoir shogunal, le Japon se ferme à toute influence extérieure, cette fermeture restera effective jusqu'en 1853[2].
- 27 août : début du règne du manikongo Alvare VI du Kongo (fin en 1641)[3].
- 6 mai : le sultan de Bîjâpur signe un traité de paix avec Shah Jahan qui reconnait la suzeraineté de l'empire moghol[4].
- 14 mai, Moukden : le khan des Jurchen Huang Taiji change le nom de sa dynastie en dynastie Qing et celui de son peuple en Mandchous[5].
- 26 mai : le sultan de Golconde reconnait à son tour la suzeraineté de Shah Jahan[4].
- Juillet : l'empereur Moghol Shah Jahan quitte Burhanpur pour Agra après avoir nommé son fils Aurangzeb vice roi du Deccan. Les possessions mogholes dans le sud sont divisés en six provinces, le Khandesh, le Berar, le Télangana et Daulatabad[4].
- 9 septembre, Ceylan : le roi de Kandy Râjasimha II écrit à Karel Reyniersz, le gouverneur hollandais de la côte de Coromandel, pour inviter les Hollandais à chasser les Portugais de l'île[6], leur offrant le fort de Batticaloa et les dépenses de la flotte ; l'amiral Adam Westerwold intervient en 1638[7].
- Septembre : les Hollandais font le blocus de Goa, tous les ans de septembre à avril-mai pendant huit ans (1636-1644)[8].
- Décembre : Les Mandchous (dynastie Qing) envahissent la Corée (1636-1637)[9].
- Devant la menace des Oromos, animistes, au sud du plateau éthiopien, Fazilidas d'Éthiopie fonde une nouvelle capitale à Gondar, au nord du lac Tana[10]. Il rompt ainsi avec la tradition de ses prédécesseurs qui avaient coutume de se déplacer pendant toute la durée de leur règne. L’autorité du souverain s’affaiblit dans les provinces.
- Les 49 khans de Mongolie méridionale, réunis sur ordre de l’empereur mandchou, le proclament grand khan de Mongolie[11]. Les khans khalkhas sont obligés par les Mandchous d’interrompre leur commerce avec les Ming[12].
- Li Zicheng (1605-1645) prend la tête de la révolte des paysans du Shanxi et du Henan en Chine à la mort de Gao Yingxiang (fin en 1644)[13].
- la Compagnie néerlandaise des Indes orientales occupe Solor[14].

### Amérique
- 26 janvier : Charles Liènard de l'Olive engage les hostilités contre les Caraïbes de Guadeloupe (fin en 1639)[15]. Commence alors leur extermination. Ils se retirent à la Grande-Terre, puis à Marie-Galante et à la Dominique[16].
- 12 juin : Charles Jacques Huault de Montmagny prend ses fonctions de gouverneur de Québec. Il est chargé par la compagnie des Cent-Associés de fonder une ville. Il trace les alignements de la ville et entreprend de construire un nouveau fort[17].
- Juin : Roger Williams, dissident de la baie du Massachusetts fonde la colonie de Rhode Island (1636-1656).
- 20 juillet : le négociant du Massachusetts John Oldham (en) est tué par les indiens à Block Island[18].
- 21 juillet : décret de 1636 sur l'esclavage à vie à La Barbade[19].
- Août : à la suite du meurtre d’un négociant blanc, John Stone, fauteur de trouble et kidnappeur d’indien avéré, par les Pequots au Connecticut en 1634, puis à celui de John Oldham, une expédition punitive quitte Boston pour attaquer les Indiens narragansetts de Block Island que l’on prend pour des Pequots. Les Indiens se réfugient dans les forêts et les Anglais investissent des villages désertés, détruisant les récoltes[20].
- 28 octobre : fondation de Harvard College[21].

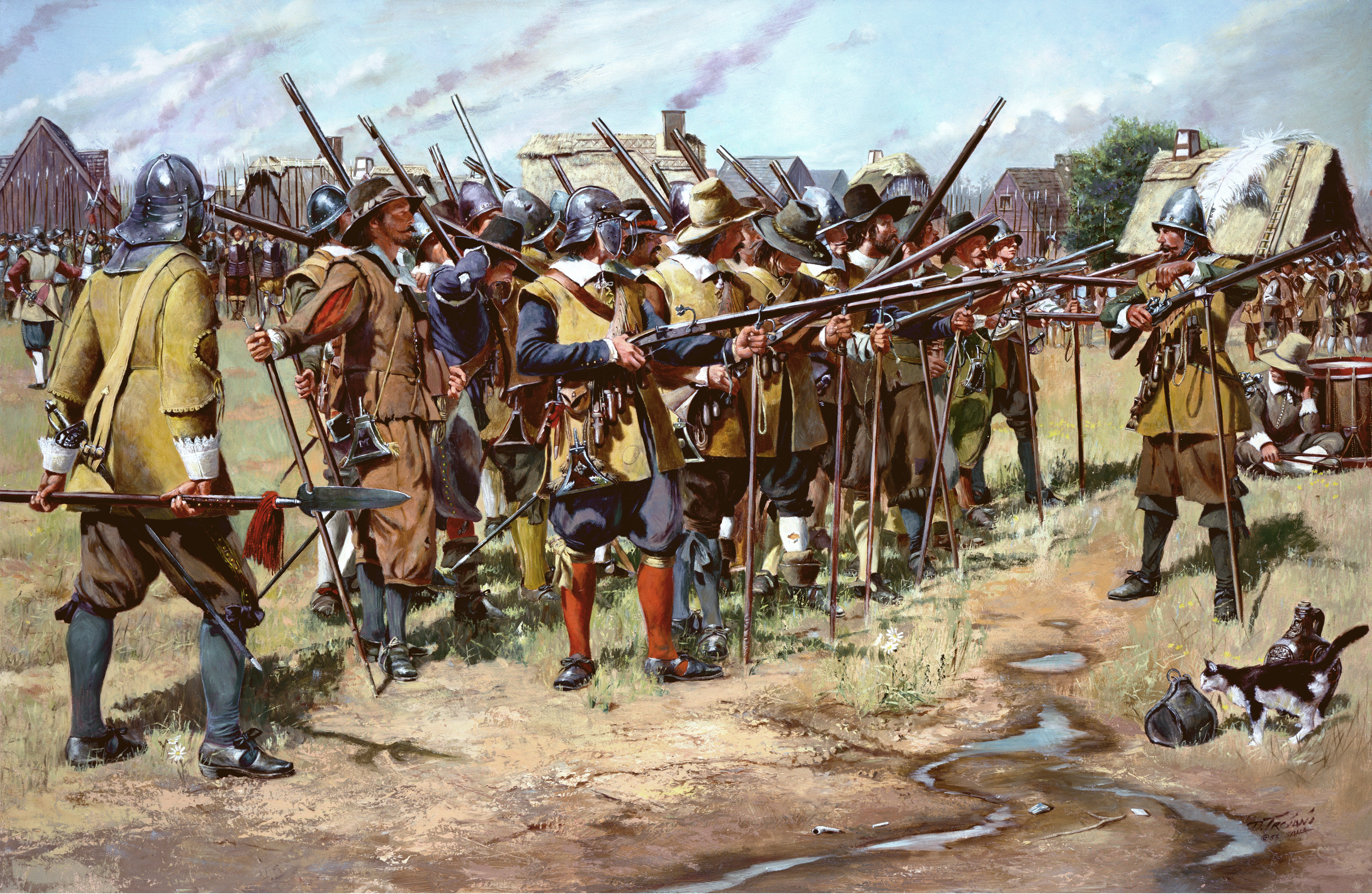
13 décembre : fondation de la milice du Massachusetts.

- 13 décembre : fondation d'une milice au Massachusetts, à l'origine de la Garde nationale des États-Unis, contre les Pequots[22].
- Saint-Eustache dans les Antilles est colonisée par la Compagnie néerlandaise des Indes occidentales[14].

### Europe
- Février : les Espagnols envahissent le duché de Parme[23].
- 27 février : le marquis de Leganez, gouverneur du Milanais, bat le maréchal de Créqui à Vespolate[23].
- 20 mars : Axel Oxenstierna négocie le traité de Wismar, par lequel la Suède, dont les ressources avaient sérieusement été mises à l’épreuve par des guerres incessantes, obtient, sans contreparties, une promesse de soutien de la part de la France[24].
- 26 mars : fondation de l'Université d'Utrecht[25].

30 avril : fin du siège du fort de Schenk.

- 30 avril : Guillaume de Nassau reprend le fort de Schenkenschanz aux Espagnols[26].
- 7 mai : manifeste de Louis XIII accusant les Comtois de ne pas respecter les traités de neutralité[27].
- 27 mai : le prince de Condé envahit la Franche-Comté[27]. Début de la « Guerre de Dix Ans » .
- 29 mai : siège de Dole[23].
- 22 juin : victoire des Franco-savoyards sur les Espagnols à la bataille de Tornavento[23]. Chaque printemps, jusqu’au traité des Pyrénées de 1659, les troupes françaises entrent en Italie par le col de Montgenèvre et Pignerol, vers le Piémont et Milan.
- 2 juillet : les généraux de Philippe IV d'Espagne, Jean de Werth et Piccolomini assiègent La Capelle, entre Guise et Avesnes ; la place capitule le 9 juillet[23].
- 15 juillet :
  - Bernard de Saxe-Weimar prend Saverne après le repli de Gallas sur Drusenheim[27].
  - Les Saxons s'emparent de Magdebourg[27].
- Juillet : Soulèvement antifiscal à Vila Real, au Portugal[28].
- 2 août : les Espagnols, conduits par l’infant-cardinal, passent la Somme à Cerisy, progressent en Picardie[27] et prennent Corbie (15 août)[23]. Ils menacent la capitale, dont les habitants réagissent derrière Richelieu en fournissant de l’argent et des hommes pour mettre sur pied une armée de contre intervention.
- 14 août : Condé lève le siège de Dole à l'arrivée du duc de Lorraine[27].
- 31 août : le suédois Baner prend Lunebourg[27].
- 1er septembre : Louis XIII quitte Paris pour se mettre à la tête des troupes à Senlis[27].
- 6 septembre : nouveau traité entre la France et la Hollande[27].
- 7 septembre : les Austro-Saxons occupent les retranchements de Werben[27].
- 15 septembre : ouverture de la diète de Ratisbonne[27].
- 18 septembre : le roi de Hongrie lance de Brisach un manifeste contre le roi de France[27].

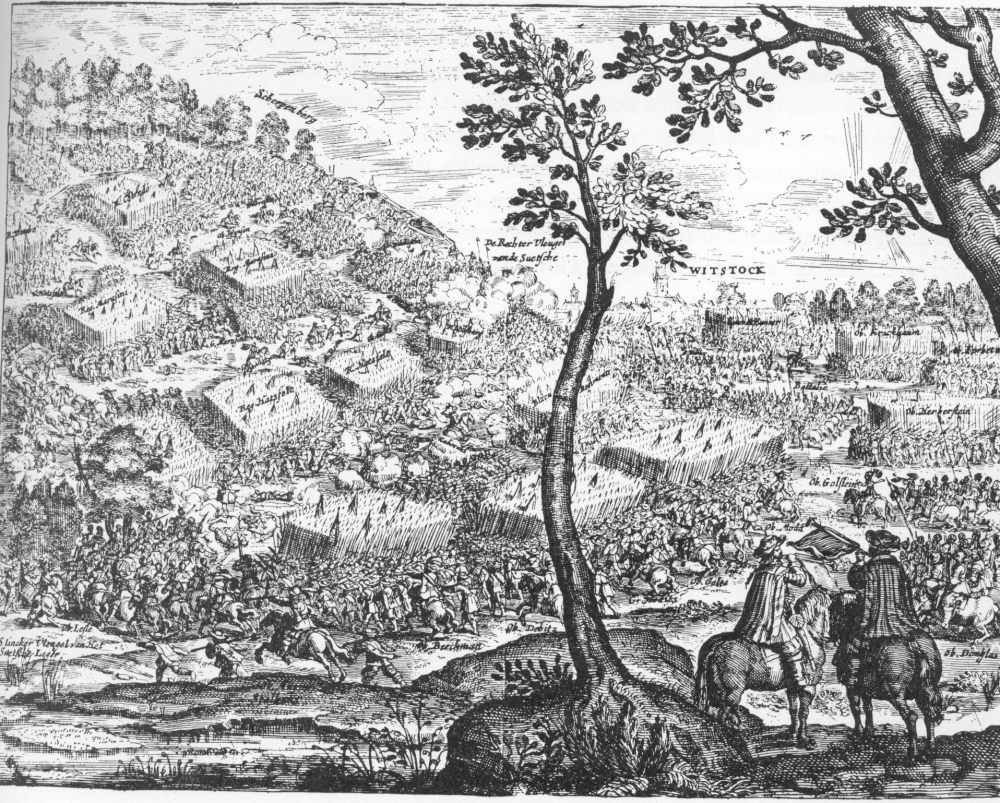
4 octobre : bataille de Wittstock.

- 4 octobre : victoire du suédois Baner sur les Austro-Saxons à la bataille de Wittstock en Brandebourg ; les électeurs de Saxe et de Brandebourg restent fidèles à l'empereur[27].
- 6 octobre : victoire du prince de Transylvanie Georges Ier Rákóczi sur les Turcs à Szalonta[29].
- 20 octobre : Matthias Gallas, qui est entré en Franche-Comté, marche de Champlitte contre Dijon[27].
- 21 octobre : traité de Wessel, alliance entre Louis XIII et Guillaume V, landgrave de Hesse-Cassel[27].
- 22 octobre : Baner reprend les retranchements de Werben puis Erfurt[27].
- 28 octobre : les Imperiaux de Matthias Gallas assiègent Saint-Jean-de-Losne qui résiste. Gallas repasse le Rhin à Brisach fin décembre[27].
- 10 novembre : les Français reprennent Corbie. Le prince d’Orange attaque les armées de l’infant-cardinal sur ses arrières, l’obligeant à revenir à Bruxelles[27].
- 22 décembre : élection de Ferdinand III, roi des Romains par la diète de Ratisbonne ; il est sacré le 29 septembre[27].
- La peste touche la plus grande partie de l’Allemagne moyenne. Peste à Londres jusqu'en 1647[30].

## Naissances en 1636
- 6 février : Heiman Dullaert, peintre, poète et musicien néerlandais († 6 mai 1684).
- 15 juin : Charles de La Fosse, peintre français († 13 décembre 1716).
- 19 juillet : Jean-Baptiste Monnoyer, peintre français († 16 février 1699).
- 1er novembre : Nicolas Boileau, poète et critique français († 13 mars 1711).
- 14 novembre : Pierre IV du Cambout de Coislin, cardinal français, évêque d'Orléans († 5 février 1706)[31].
- 30 novembre : Adriaen Van de Velde, peintre, aquafortiste et sculpteur néerlandais († 21 janvier 1672).
- Date précise inconnue :
  - Gérard van Bathem, peintre paysagiste hollandais († 24 octobre 1684).
  - Giovanni Battista Benaschi, peintre baroque italien († 23 septembre 1688).
  - Filippo Maria Galletti, religieux catholique et peintre baroque italien († 1714).
  - Melchior d'Hondecoeter, peintre néerlandais († 3 avril 1695).
  - Zou Zhe, peintre chinois († 1708).

## Décès en 1636
- 9 janvier : Alonso de Salazar y Frías, prêtre et inquisiteur espagnol (° 1564).
- 12 janvier : Francesco Carletti, voyageur et marchand italien (° 1573).
- 18 janvier : Chrétien de Lamoignon, magistrat au parlement de Paris (° 22 août 1567).
- 19 janvier : Daniel Schwenter, mathématicien et cryptologue allemand (° 31 janvier 1585).
- 22 janvier : Gregorio Fernández, sculpteur baroque espagnol (° 1576).
- 26 janvier : Jean Hotman, diplomate et conseiller politique français (° 1552).
- 16 février : Toku-hime, fille du daimyo Oda Nobunaga, épouse Matsudaira Nobuyasu (° 11 novembre 1559).
- 22 février : Santorio Santorio, médecin et inventeur italien (° 29 mars 1561).
- 11 mars : Christopher Grienberger, prêtre jésuite et mathématicien autrichien (° 2 juillet 1561).
- 17 mars :
  - Pietro Paolo Bonzi, peintre italien de l'école romaine (° vers 1576).
  - François Venant, peintre néerlandais (° 1591).
- 24 mars : Jeanne-Sibylle de Hanau-Lichtenberg, premier enfant de Philippe V de Hanau-Lichtenberg (° 6 juillet 1564).
- 28 mars : Marcin Kazanowski, noble polonais (° 1563).
- 6 avril : Philipp Uffenbach, peintre, illustrateur, aquarelliste, graveur et cartographe allemand (° 15 janvier 1566).
- 14 avril : Tiberio Muti, cardinal italien (° 1574).
- 24 avril : Sakai Tadayo, daimyo de la fin de l'époque Sengoku et du début de l'époque d'Edo du Japon au service du shogunat Tokugawa (° 14 juillet 1572).
- 26 avril : Paul Hay du Chastelet, écrivain français (académicien français, Fauteuil 20) (° novembre 1592).
- 8 mai : Nicolas Abraham de La Framboisière, médecin français (° 1560).
- 14 juin : Jean de Saint-Bonnet, maréchal de Toiras (° 1er mars 1585).
- 27 juin :
  - Lambert Jacobsz, peintre et prêcheur mennonite néerlandais (° 1598).
  - Date Masamune, daimyo japonais de la région de Tōhoku (° 5 septembre 1567).
- 25 juillet :
  - Claude Expilly, magistrat et poète français (° 21 décembre 1561).
  - Claude-Enoch Virey, homme politique français (° 1566).
- 10 août : Benjamin Aubery du Maurier, haut fonctionnaire français (° août 1566).
- 20 août : Ferdinand de Rye, religieux franc-comtois (° 1er octobre 1550).
- 25 août : Bhai Gurdas, écrivain sikh et figure religieuse de ce mouvement (° 1551).
- ? août : Léonard de Hodémont, compositeur de musique baroque liégeois (° 1575).
- 14 septembre : Jean de Saint-Samson, moine de l'ordre des Grands carmes français (° 29 décembre 1571).
- 17 septembre : Stefano Maderno, sculpteur italien (° 1576).
- 18 septembre : Charles Duret de Chevry, financier français (° 1564).
- 19 septembre : Franz Seraph von Dietrichstein, cardinal moravo-autrichien (° 22 août 1570).
- 1er octobre : Auguste Ier de Brunswick-Lunebourg, duc de Brunswick-Lunebourg et prince de Lunebourg (° 18 novembre 1568).
- 10 octobre : Pieter Brueghel le Jeune, peintre brabançon (° 1564 ou 1565).
- 26 octobre : Jules-Ernest de Brunswick-Dannenberg, duc de Brunswick-Lunebourg et prince de Dannenberg (° 11 mars 1571).
- 14 novembre : Isaac Mercier, personnage historique genevois (° 1573).
- 20 décembre : Louise Bourgeois, sage-femme française (° 1563).
- 25 décembre : Kujō Kanetaka, japonais, régent kanpaku pour l'empereur Ōgimachi (° 25 décembre 1553).
- Date précise inconnue :
  - Erhard Bodenschatz, théologien et musicographe allemand (° 1576).
  - Philippe Bosquier, prêtre franciscain des Pays-Bas espagnols (° 1561 ou 1562).
  - Jacques Bruneau de Tartifume, chroniqueur, écrivain, dessinateur et avocat français (° 1574).
  - Philippe Caverel, 73e abbé de l'abbaye Saint-Vaast d'Arras (° 1555).
  - William Courteen, commerçant d'origine wallonne, basé à Londres (° 1572).
  - Dong Qichang, peintre, calligraphe et critique d'art chinois (° 1555).
  - Magnús Ólafsson, érudit et pasteur islandais (° vers 1573).
  - Giovanni Giacomo Pandolfi, peintre italien (° 1567).
  - Jean Tarde, chanoine français (° 1561).
  - Rodrigo de Vivero y Aberrucia, explorateur espagnol (° 1564).
  - Diego Aduarte, prêtre dominicain espagnol missionnaire, explorateur et évêque (° 1569).

- Après 1636 :
- Claude Ruffin, calligraphe français (° 1554).